# Takelage

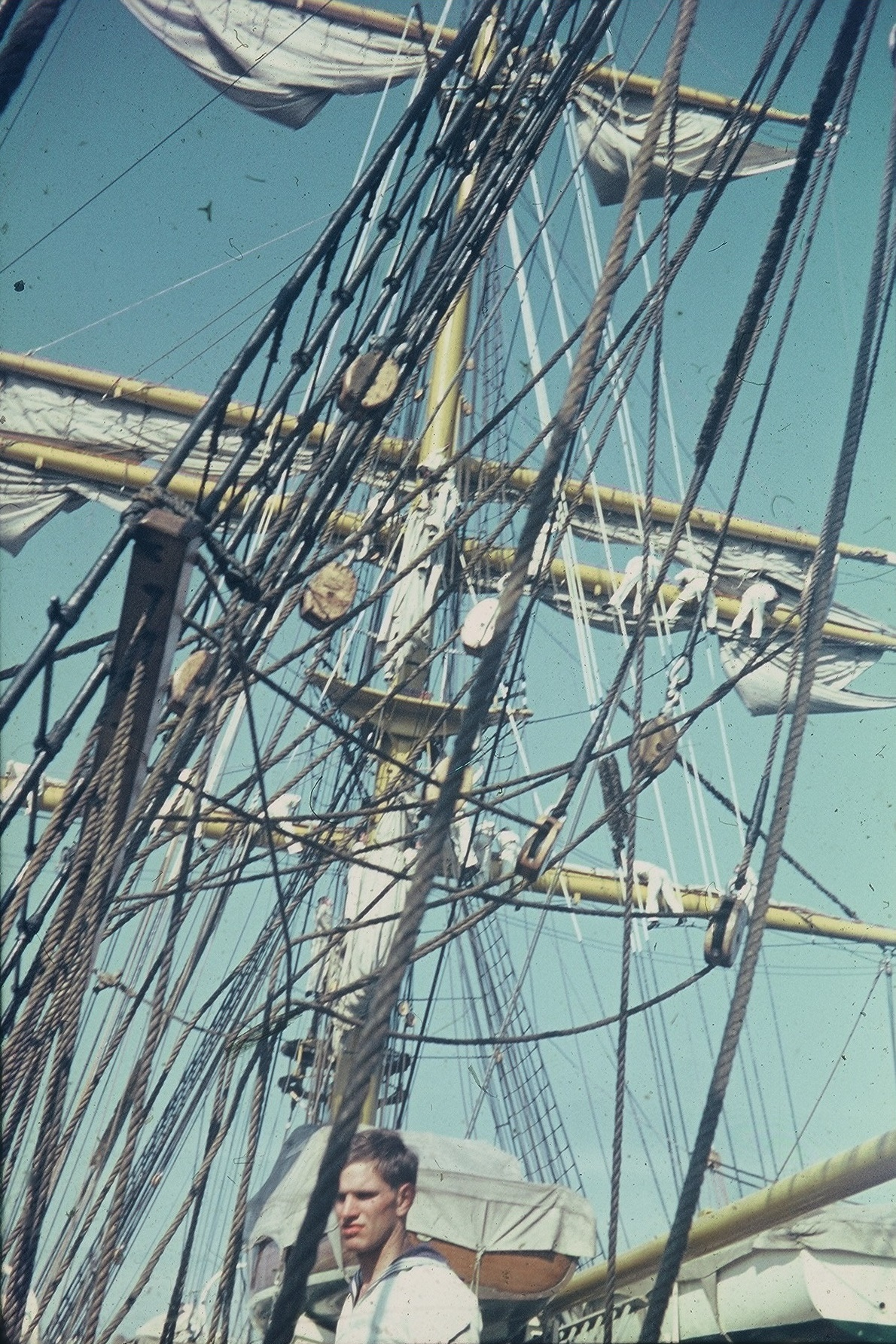
Takelage der Gorch Fock (1968)

Takelage (auch Takelwerk, Rigg) bezeichnet das stehende Gut und Teile des laufenden Guts eines Segelschiffes. Genauer sind dies die (feststehenden) Masten und das Tauwerk, das die Masten hält (Wanten, Stage), und die Spieren, Blöcke und Beschläge, sofern sie an den Masten und Spieren befestigt sind, sowie der Teil des Laufenden Guts, der zum Bedienen der Segel notwendig ist, aber nicht am Schiff befestigt wird (hauptsächlich Fallen, aber auch Dirk, Toppnant und Baumniederholer). Nicht zur Takelage gehören die Segel selbst und die Schoten, obwohl letztere zum laufenden Gut gehören. Der Begriff ist abgeleitet von der Takel, einer schweren Talje mit zwei mehrscheibigen Blöcken (Flaschenzüge). Aus dem Englischen ist hierfür auch der Begriff Rigg (von englisch rig, vom altenglisch wriga oder wrihan, deutsch „kleiden“) gebräuchlich. Entsprechend wird ein Schiff auch „aufgetakelt“ oder „geriggt“.

## Geschichte

### Vorzeit und Antike

Stehendes Gut einer Viermastbark

Segel einer Viermastbark

Viele tausend Jahre waren ein einzelner Mast und ein einfaches Rahsegel die einzigen verwendeten Elemente einer Takelage. Mit dem Bugspriet, der einem stark geneigten Fockmast ähnelte, kam erst während des Römischen Reiches eine wesentliche Weiterentwicklung auf. Im Mittelmeerraum, wo die Rudergaleere eine größere Rolle spielte, haben sich Mast und Segel in Richtung der Lateinertakelung entwickelt, während in Westeuropa eine reine Rahbesegelung bis in das 15. Jahrhundert vorherrschend war. Das laufende Gut war in beiden Entwicklungslinien sehr einfach. Die zum Segelsetzen erforderlichen Fallen wurden nach achtern geführt und dienten gleichzeitig als Backstage, die den Mast beim Segeln stützten.

### Frühes Mittelalter (6. bis 11. Jahrhundert)
Im Mittelalter setzte man Bulinen (Haltetaue) an den Seitenkanten der sehr bauchigen Segel und führte sie nach vorn zu einem Bugspriet; einer Spiere (Rundholz), die über den Bug hinausragte. Das stehende Gut wurde mit Jungfern und Taljereeps gespannt und mit Webeleinen verbunden, wodurch eine Leiter aus Tauen entstand, die dem leichteren Auf- und Abentern diente (zu den Begrifflichkeiten wird auf die Liste seemännischer Fachwörter verwiesen).
Am Masttopp erhielt das Segelschiff einen so genannten Gefechtsmars. In diesem Mastkorb wurden Bogenschützen, Granatenwerfer und später Gewehrschützen in Stellung gebracht, die von dort aus ein längsseits liegendes Schiff angriffen.

### 15. Jahrhundert
Zu Beginn des 15. Jahrhunderts begann man in Nordwesteuropa, Segelschiffe mit zwei oder drei Masten zu bauen. Der Großmast erhielt seinen Platz in der Mitte des Schiffes. Die zusätzlichen Masten wurden in Vor- und Achterkastellen aufgestellt, weil sich bei Kämpfen erwiesen hatte, dass man so das Schiff besser verteidigen konnte. Sie entstanden vermutlich aus Flaggenstöcken, an denen anfänglich Flaggen oder Banner und später kleine Segel gehisst wurden.
Am Großmast wurde oberhalb des Mastkorbes eine weitere Spiere (Marsstenge) befestigt, die ein weiteres Segel trug.
Dieses kleine Segel wurde noch von Matrosen im Mars bedient, woraus sich der Begriff Marssegel ableitete.
Dem Großmarssegel folgte bald ein weiteres am Fockmast, außerdem nahm ihre Größe ständig zu. Die Schothörner wurden an die Nocken der darunter befindlichen Rah geführt, so dass die Segel leichter bedienbar wurden. Das Lateinersegel, welches im Mittelmeerraum verwendet wurde, kam als Besan bei den großen Segelschiffen in Gebrauch.
Die Segelfläche wurde konstruktionsmäßig ständig vergrößert. Gegen Ende des Mittelalters wurde unter dem Bugspriet die Blinde gesetzt, ein an einer Stenge befestigtes Rahsegel. Die Blinde machte wahrscheinlich einen Ausguck an einem höheren Platz notwendig, da sie der Schiffsführung die Sicht nach vorne nahm. Zum Ende des 15. Jahrhunderts kamen auch Segelschiffe mit vier Masten im Gebrauch. Die beiden achteren Masten führten im Allgemeinen nur Lateinersegel. Der kleine Bonaventura-Besanmast reichte meist über das Heck hinaus und sollte das Schiff achtern durch Winddruck belasten, um dort mehr Druck auf das Ruder zu bekommen.

### 16. Jahrhundert
In der Mitte des 16. Jahrhunderts bekamen die großen Segler an Fock- und Großmast ein drittes Rahsegel, das Bramsegel. Bis ungefähr zu dieser Zeit waren die Stengen feste Verlängerungen der Untermasten und konnten nicht demontiert werden. Ab 1570 begann man, auswechselbare Stengen einzusetzen. Sie wurden am Mast vom Eselshaupt in der Position gehalten und mit einem darunter angebrachten Keil, dem Schloßholz, gegen Durchrutschen gesichert. Die Erfindung wird den Holländern zugeschrieben und wurde bald von allen Seefahrtsnationen übernommen.

### 17. Jahrhundert
Im 17. Jahrhundert wurde es üblich, auch den Besanmast mit einem Marssegel auszustatten, und der Bonaventura-Besanmast wurde überflüssig; das Vollschiff (engl. full rigged ship) war geschaffen. Es dauerte bis zur Mitte des 18. Jahrhunderts, bis sich die Takelung so weit entwickelt hatte, dass jeder Mast die gleiche Anzahl von Rahen trug. Die Segelschiffe des 17. Jahrhunderts wurden mit niedrigem Bug und hohem Heck gebaut. Um die durch diese Bauart bedingte Luvgierigkeit bei Starkwind zu verringern und die Manövrierfähigkeit zu verbessern, wurden mehr Vorsegel geführt. Zum Ende des 17. Jahrhunderts begann man Stagsegel zu führen, zunächst zwischen den Masten, etwas später auch über dem Bugspriet. Das Stagsegel setzte sich durch, obwohl die vorderen Stagsegel wegen der komplizierten Takelage von Blinde und Bovenblinde schwierig zu setzen waren.
| Stampfstock                                                   |
| Fortschritt am Klüverbaum: Stampfstock (im Bild die Albatros) |

### 18. Jahrhundert
Zu Beginn des 18. Jahrhunderts verschwand die Bugsprietstenge. Das laufende Gut wurde schrittweise verlängert, um die Stagsegel einfacher bedienen zu können. Die Bugsprietstenge wurde durch den Klüverbaum ersetzt, an dem ein neues Stagsegel, der Klüver, gesetzt wurde. In der zweiten Hälfte des 18. Jahrhunderts wich die große Lateinerrah des Besans der Gaffel. Der Besan wurde vergrößert und an einem über das Heck hinausragenden Baum gefahren. Unter dem Bugspriet wurde mit dem Stampfstock (seltener: Delphingeißel) eine neue Spiere angebracht, um die Verstagung des Klüverbaumes zu verbessern. Aus diesen Verbesserungen entwickelte sich eine neue Spiere, der Außenklüverbaum, mit dem Außenklüver. Auf großen Segelschiffen kam gleichzeitig eine vierte Rah über der Bramrah dazu, die Royalrah.

### 19. Jahrhundert
Die riesigen Marssegel der Segelschiffe waren sehr schwer zu handhaben, insbesondere wenn bei starkem Wind ein Reff eingebunden werden musste. Um 1850 ging man deshalb dazu über, die Marssegel zu teilen (Unter- und Obermarssegel). Etwa zwanzig Jahre später fuhren große wie kleinere Segelschiffe doppelte Marsrahen und doppelte Bramrahen.
Um die Mitte des 19. Jahrhunderts wurde bei Segelschiffen das Tauwerk des stehenden Gutes durch Draht ersetzt. Zum Ende des 19. Jahrhunderts kam die Winde auf, so dass weniger Matrosen an Bord benötigt wurden, um die Rahen des Segelschiffes zu brassen.

### Aktuelle Entwicklungen

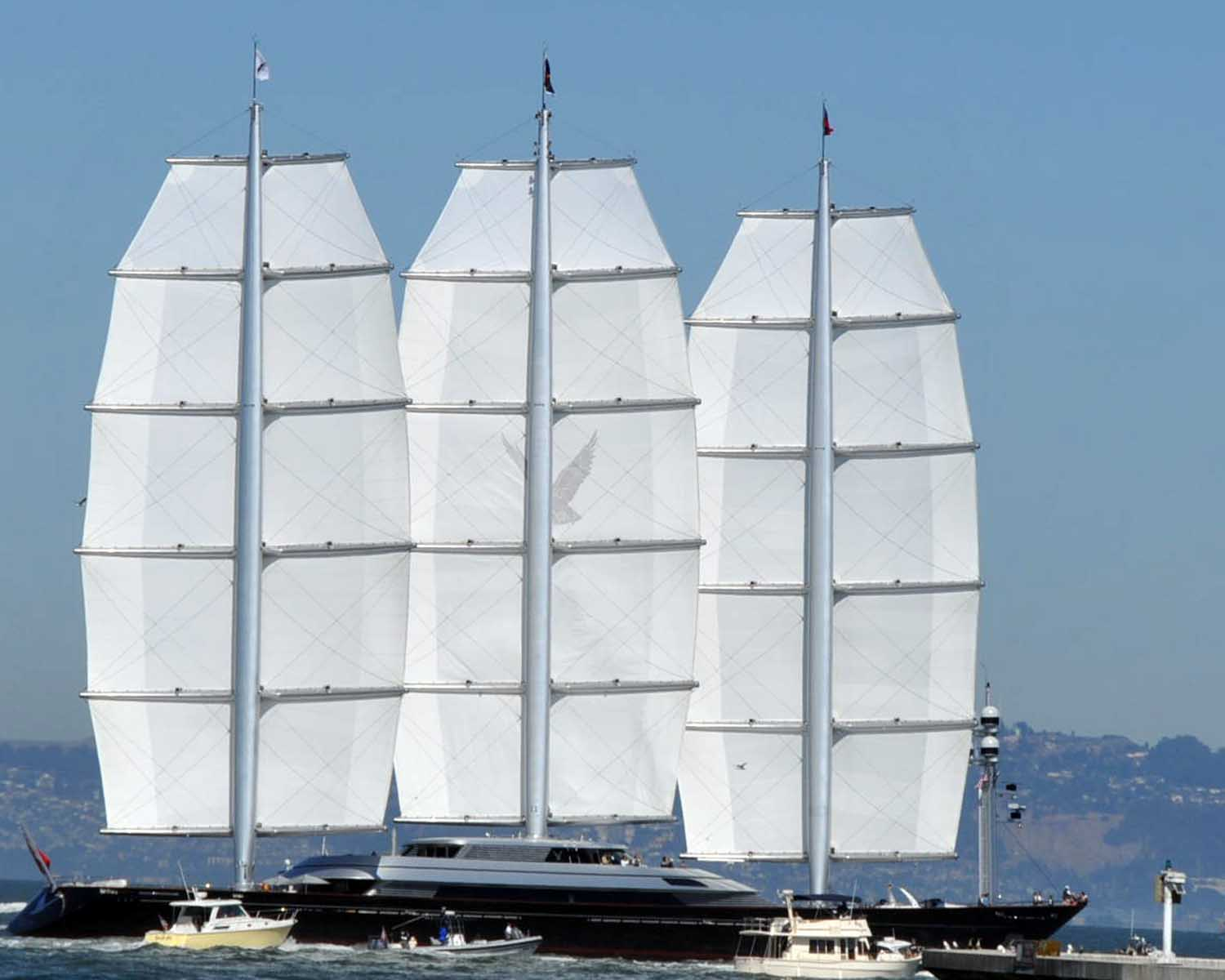
Die Maltese Falcon unter Vollzeug

In den Jahren der Ölkrise in den 1960er-Jahren entwickelte der aus Franken stammende Maschinenbauingenieur Wilhelm Prölß in Hamburg unter dem Namen Dyna-Rigg ein automatisiertes Rahsegelsystem für Frachtschiffe. Bei ihm bilden die Rahsegel an drehbaren Masten eine, im Vergleich zu historischen Rahsegeln, geschlossene Segelfläche. Die Segelflächen werden wie Rollos aus dem Mast heraus zu den Nocken der strömungsgünstig gekrümmten Rahen ausgefahren oder bei stärkerem Wind wieder in den Mast eingerollt.
Durch den Einsatz neuer Verbundwerkstoffe konnte 2006 mit der 88 Meter langen Yacht Maltese Falcon erstmals ein Schiff mit diesem Antrieb ausgestattet werden. Ihre Segelfläche beträgt maximal 2400 Quadratmeter. 2017 lief mit der Black Pearl die zweite Yacht mit Dyna-Rigg und einer maximalen Segelfläche von 2877 m² vom Stapel.

## Beruf
Für die Erstellung und Wartung der Takelage ist der Takler oder Rigger zuständig, die Masten baut der Mastenbauer.